# تروستيانتس
تروستيانتس هي بلدة تقع في سومي أوبلاست شرق أوكرانيا.